# Jeremy Kemp
Pour les articles homonymes, voir Kemp.
Jeremy Kemp est un acteur britannique né le 3 janvier 1935 à Chesterfield (Royaume-Uni) et mort le 19 juillet 2019.

## Filmographie sélective

### Cinéma
- 1963 : Cléopâtre (Cleopatra) : Agitateur
- 1965 : Le Train des épouvantes (Dr. Terror's House of Horrors) : Drake, un scientifique dans le sketch : "la vigne mutante"
- 1965 : Opération Crossbow (Operation Crossbow) : Phil Bradley
- 1966 : L'Ombre d'un géant  (Cast a Giant Shadow), de Melville Shavelson
- 1966 : Le Crépuscule des aigles (The Blue Max) : Willi von Klugermann
- 1968 : Service spéciaux, division K (Assignment K) : Hal
- 1968 : Chantage à la drogue (The Strange Affair) : Det. Pierce
- 1968 : Du sable et des diamants (A Twist of Sand) : Harry Riker
- 1970 : Darling Lili : Col. Kurt Von Ruger
- 1970 : Les Inconnus de Malte (Eyewitness) : Inspecteur Galleria
- 1970 : Le Défi (The Games) de Michael Winner : Jim Harcourt
- 1972 : Jeanne, papesse du diable (Pope Joan) : Père de Jeanne
- 1973 : The Belstone Fox : John Kendrick
- 1973 : The Blockhouse : Grabinski
- 1976 : Sherlock Holmes attaque l'Orient-Express (The Seven-Per-Cent Solution) : Baron von Leinsdorf
- 1977 : Un pont trop loin (A Bridge Too Far) : Officier de la RAF chargé de la séance d'information
- 1978 : Caravans : Dr. Smythe
- 1979 : The Treasure Seekers : Reginald Landers
- 1979 : Le Prisonnier de Zenda : Duke Michael
- 1982 : The Return of the Soldier : Frank
- 1983 : Retour vers l'enfer (Uncommon Valor) : Ferryman
- 1984 : Top Secret! : General Streck
- 1989 : L'Île aux baleines (When the Whales Came) : Mr. Wellbeloved
- 1994 : Quatre mariages et un enterrement (Four Weddings and a Funeral) : Sir John Delaney - Mariage Deux
- 1995 : Des anges et des insectes (Angels and Insects) : Sir Harald Alabaster

### Télévision
- 1974 : Colditz (Colditz) (série télévisée) : Squadron Leader Tony Shaw
- 1975 : Cosmos 1999 (Space: 1999) (série télévisée) : Dr. Ernst Linden
- 1977 : The Rhinemann Exchange (feuilleton TV) : Geoffrey Moore
- 1962 : Z Cars (série télévisée) : PC Steele
- 1981 : Evita Peron (TV) : Officiel allemand
- 1982 : Pour l'amour du risque (Hart to Hart) (série télévisée) : Baron Destafnik
- 1982 : Ralph Super-héros (série télévisée) : Franz Zedlocker
- 1983 : The Phantom of the Opera (TV) : Baron Hunyadi
- 1983 : Le Souffle de la guerre (The Winds of War) (série télévisée) : Brigadier Général Armin Von Roon
- 1983 : L'Homme qui tombe à pic (The Fall Guy) (série télévisée) : Michael Wordsworth
- 1983 : King Lear (TV) : Cornwall
- 1983 : Sadat (TV) : Thompson
- 1984 : George Washington (en) (feuilleton TV) : Gen. Horatio Gates
- 1984 : Les Aventures de Sherlock Holmes (The Adventures of Sherlock Holmes) (série télévisée) : Dr Grimesby Roylott
- 1986 : Pierre le Grand (Peter the Great) (feuilleton TV) : Col. Patrick Gordon
- 1989 : Arabesque (Murder, She Wrote) (série télévisée) : Minister Melnikov
- 1988 : Les Orages de la Guerre (War and Remembrance) (série télévisée) : Brigadier Général Armin Von Roon
- 1990 : Star Trek : La Nouvelle Génération (Star Trek: The Next Generation) (série télévisée) : Robert Picard
- 1991 : Une affaire d'honneur (Prisoner of Honor) (TV) : Gen. de Pellieux
- 1992 : Duel of Hearts (TV) : Lord Milborne
- 1997 : Conan ("Conan") (série télévisée) : Hissah Zul